# The Haunted Bedroom (film 1919)
The Haunted Bedroom è un film muto del 1919 diretto da Fred Niblo sotto la supervisione di Thomas H. Ince. Protagonista del film, l'attrice australiana Enid Bennett, moglie del regista.

## Trama
Betsy Thorne, una giornalista di New York, indaga in Virginia sulla scomparsa di Daniel Arnold. Le indagini la portano a una casa che è ritenuta infestata dai fantasmi e nella quale si introduce facendosi passare per cameriera. Scoprirà che Daniel, ormai impazzito, si aggira per la casa come un fantasma e che Dolores, che si è presentata come sorella dello scomparso, è in realtà sua moglie. Betsy che, durante il suo soggiorno in Virginia, si è innamorato di Roland, uno dei sospettati, figlio del dottor James Dunwoody, decide di lasciare il suo lavoro per sposarsi e di restare in Virginia.

## Produzione
Il film fu prodotto dalla Thomas H. Ince Corporation con il titolo di lavorazione The Ghost of the Whispering Oaks.

## Distribuzione
Il copyright del film, richiesto dalla Thos. H. Ince, fu registrato il 12 maggio 1919 con il numero LP13722.
Distribuito dalla Famous Players-Lasky Corporation, il film uscì nelle sale cinematografiche degli Stati Uniti il 25 maggio 1919.